# Eunidia flavopicta
Eunidia flavopicta là một loài bọ cánh cứng trong họ Cerambycidae.